# La pródiga (película de 1946)
La pródiga es una película española de 1946 dirigida por Rafael Gil sobre la novela homónima de Pedro Antonio de Alarcón

## Sinopsis
Tres jóvenes candidatos al parlamento llegan a un pueblo en el que una marquesa arruinada es la persona más influyente. Esta mujer con un pasado aventurero ahora vive arruinada debido a que practica la caridad con todo el pueblo, de ahí que sea conocida como "la pródiga". Entre ella y el idealista Guillermo surge un amor.

## Premios
Segunda edición de las Medallas del Círculo de Escritores Cinematográficos
| Categoría              | Nominados       | Resultado |
| ---------------------- | --------------- | --------- |
| Mejor actor principal  | Rafael Durán    | Ganador   |
| Mejor actor secundario | Fernando Rey    | Ganador   |
| Mejor fotografía       | Alfredo Fraile  | Ganador   |
| Mejor música           | Juan Quintero   | Ganador   |
| Mejores decorados      | Enrique Alarcón | Ganador   |

## Reparto
| Intérprete                  | Personaje            |
| --------------------------- | -------------------- |
| Rafael Durán                | Guillermo de Loja    |
| Paola Barbara               | Julia Castro Alarcón |
| Juan Espantaleón            | Tío Antonio          |
| Guillermo Marín             | Enrique              |
| Ángel de Andrés             | Miguel               |
| Fernando Rey                | José                 |
| José Prada                  | Conde de las Acacias |
| José María Lado             | Cura                 |
| Irene Caba Alba             | Francisca            |
| Mari Carmen Díaz de Mendoza | Brígida              |
| Maruchi Fresno              | María                |
| Joaquina Almarche           | Duquesa de Carmona   |
| Manuel Arbó                 | Alcalde              |
| José Franco                 | Gordito              |
| Félix Fernández             | Secretario           |
| Fernando Fresno             | Juan                 |
| Alicia Romay                | Pura                 |
| Manuel Requena              | Elector              |
| José Jaspe                  | Conde de Zuera       |
| José López Rubio            | Diputado             |
| Francisco Rabal             |                      |